# Actif (1752)
Pour les articles homonymes, voir Actif.
L’Actif était un vaisseau de ligne à deux ponts portant 64 canons en service dans la Marine royale française entre 1754 et 1766. Il fut construit par P. Salinoc à Brest pendant la vague de construction qui sépare la fin de guerre de Succession d'Autriche (1748) du début de la guerre de Sept Ans (1755). Il servit pendant la guerre de Sept Ans dans l'Atlantique et dans l'Océan Indien. Il fut démoli en 1767.

## Caractéristiques générales
L’Actif était un bâtiment moyennement artillé mis sur cale selon les normes définies dans les années 1730-1740 par les constructeurs français pour obtenir un bon rapport coût/manœuvrabilité/armement afin de pouvoir tenir tête à la marine anglaise qui disposait de beaucoup plus de navires. Il faisait partie de la catégorie de vaisseaux dite de « 64 canons » dont le premier exemplaire avait été lancé en 1735 et qui fut suivi par plusieurs dizaines d’autres jusqu’à la fin des années 1770, époque où ils furent définitivement surclassés par les « 74 canons. »
Sa coque était en chêne, son gréement en pin, ses voiles et cordages en chanvre. Il était moins puissant que les vaisseaux de 74 canons car outre qu'il emportait moins d'artillerie, celle-ci était aussi pour partie de plus faible calibre, soit vingt-six canons de 24 livres sur sa première batterie percée à treize sabords, vingt-huit canons de 12 sur sa deuxième batterie percée à quatorze et dix canons de 6 sur ses gaillards. Cette artillerie correspondait à l’armement habituel des 64 canons. Elle était en fer, chaque canon disposant en réserve d’à peu près 50 à 60 boulets, sans compter les boulets ramés et les grappes de mitraille.
Pour nourrir les centaines d’hommes qui composaient son équipage, c’était aussi un gros transporteur qui devait, selon les normes du temps, avoir pour deux à trois mois d'autonomie en eau douce et cinq à six mois pour la nourriture. C'est ainsi qu'il embarquait des dizaines de tonnes d’eau, de vin, d’huile, de vinaigre, de farine, de biscuit, de fromage, de viande et de poisson salé, de fruits et de légumes secs, de condiments, de fromage, et même du bétail sur pied destiné à être abattu au fur et à mesure de la campagne.

## Résumé de sa carrière
Ce vaisseau était commandé par le capitaine de Caumont lors de la campagne dans la flotte de dix-huit voiles de Dubois de La Motte en mai 1755 chargée de convoyer des renforts pour le Canada (onze transports et quatre frégates escortés par trois vaisseaux). Pour cette mission, il fut réduit à 22 canons afin de permettre le transport de neuf compagnies du régiment de Languedoc. En 1757, il était armé sous les ordres du commandant De Marolles.
Le 9 mars 1758, il fut armé à Brest sous les ordres de l’Isle Beauchêne. Il faisait partie d’une petite division de trois vaisseaux qui devaient partir faire la guerre aux Indes orientales sous les commandement du chef d’escadre Froger de l’Eguille. Après avoir contourné l’Afrique, elle se ravitailla à Madagascar. Elle rejoignit la petite force de d’Aché qui s’y battait déjà depuis 1758. Le 11 septembre 1759, l’Actif participa à la bataille de Pondichéry qui permit de ravitailler le port du même nom.
En 1761, l’Actif était de retour à Brest où il désarma. En 1763, le conflit terminé, il fit, sous les ordres de Thomas d’Orves, un aller-retour à la Guadeloupe qui venait d’être restituée à la France. En décembre 1766, il fut rayé des listes puis démoli à Brest en 1767